# Еуриганија
Еуриганија је у грчкој митологији била Едипова супруга.

## Митологија
Била је Хиперфантова кћерка. Паусанија и други аутори наводе Еуриганију као Едипову другу супругу и мајку његово четворо најпознатије деце; Етеокла, Полиника, Антигоне и Исмене. Након њене смрти, Едип се поново оженио Астимедузом.